# 邵大俠
邵大俠（?—?），一名邵方又名邵芳，号樗朽，丹阳人，明朝人物。明史稱丹陽大俠。
邵大俠不好讀書，极富江湖习气。隆庆三年，高拱罢职在家，邵大俠前往游说，並遍灑金銀賄賂朝廷官宦，使高拱恢復首輔。高拱待之为上宾。万历初，高拱再次罢职。张居正以其干預朝政命應天府抚台張佳胤捕殺邵大俠。